# Platycoelia furva
Platycoelia furva är en skalbaggsart som beskrevs av Smith 2003. Platycoelia furva ingår i släktet Platycoelia och familjen Rutelidae. Inga underarter finns listade i Catalogue of Life.